# Campeonato Mundial de Esgrima de 1985
El XLVIII Campeonato Mundial de Esgrima se celebró en Barcelona (España) entre el 11 y el 21 de julio de 1985 bajo la organización de la Federación Internacional de Esgrima (FIE) y la Real Federación Española de Esgrima. La sede principal fue el Palau Blaugrana, mientras que el colindante Palau de Gel albergó algunas eliminatorias preliminares.

## Medallistas

### Masculino
| Evento              | Oro                                                                          | Plata                                                                                        | Bronce                                                                               |
| ------------------- | ---------------------------------------------------------------------------- | -------------------------------------------------------------------------------------------- | ------------------------------------------------------------------------------------ |
| Florete individual  | Mauro Numa · Italia                                                          | Andrea Cipressa · Italia                                                                     | Harald Hein RFA                                                                      |
| Florete por equipos | Mauro Numa · Andrea Cipressa · Andrea Borella · Federico Cervi · Italia      | Harald Hein Matthias Behr Klaus Reichert Thorsten Weidner Ulrich Schreck RFA                 | Alexandr Romankov Vladimer Aptsiauri Anvar Ibraguimov Boris Koretski URSS            |
| Espada individual   | Philippe Boisse Francia                                                      | Jaroslav Jurka Checoslovaquia                                                                | Philippe Riboud Francia                                                              |
| Espada por equipos  | Alexander Pusch Achim Bellmann Volker Fischer Thomas Gerull Arnd Schmitt RFA | Sandro Cuomo · Roberto Manzi · Stefano Bellone · Angelo Mazzoni · Maurizio Randazzo · Italia | Vitali Agueyev Serguei Kravchuk Andrei Shuvalov Alexandr Mozhayev Mijail Tishko URSS |
| Sable individual    | György Nébald · Hungría                                                      | Jristo Etropolski Bulgaria                                                                   | Vasil Etropolski Bulgaria                                                            |
| Sable por equipos   | Andrei Alshan Gueorgui Pogosov Serguei Mindirgasov Viktor Krovopuskov URSS   | Jristo Etropolski Vasil Etropolski Gueorgui Chomakov Marin Ivanov Bulgaria                   | Imre Bujdosó · Imre Gedővári · György Nébald · József Varga · Hungría                |

### Femenino
| Evento              | Oro                                                                                  | Plata                                                                                           | Bronce                                                                                |
| ------------------- | ------------------------------------------------------------------------------------ | ----------------------------------------------------------------------------------------------- | ------------------------------------------------------------------------------------- |
| Florete individual  | Cornelia Hanisch RFA                                                                 | Sabine Bischoff RFA                                                                             | Anna Sparaciari · Italia                                                              |
| Florete por equipos | Cornelia Hanisch Anja Fichtel Sabine Bischoff Susanne Lang Zita-Eva Funkenhauser RFA | Gertrúd Stefanek · Zsuzsanna Jánosi · Edit Kovács · Zsuzsanna Szőcs · Katalin Győrffy · Hungría | Valentina Sidorova Olga Velichko Olga Voshchakina Marina Soboleva Irina Ushakova URSS |

## Medallero
| Núm. | País           | Oro | Plata | Bronce | Total |
| ---- | -------------- | --- | ----- | ------ | ----- |
| 1    | RFA            | 3   | 2     | 1      | 6     |
| 2    | Italia         | 2   | 2     | 1      | 4     |
| 3    | Hungría        | 1   | 1     | 1      | 3     |
| 4    | URSS           | 1   | 0     | 3      | 4     |
| 5    | Francia        | 1   | 0     | 1      | 2     |
| 6    | Bulgaria       | 0   | 2     | 1      | 3     |
| 7    | Checoslovaquia | 0   | 1     | 0      | 1     |
|      | TOTAL          | 8   | 8     | 8      | 24    |